# Vriesea subandina
Vriesea subandina là một loài thực vật có hoa trong họ Bromeliaceae. Loài này được (Ule) L.B.Sm. & Pittendr. miêu tả khoa học đầu tiên năm 1954.